# Религия в Джорджии
В штате Джорджия в основном представлены следующие мировые религии:
- Христианство
- Иудаизм
- Ислам

## Статистика
Согласно данным Американского религиозного опроса
 среди населения Джорджии 81% христиан (из них 9% населения — католики), 4% исповедуют другие религии, 9% атеисты и 6% не ответили на вопрос о религиозной принадлежности.

## Христианство
В Джорджии представлены все три основные направления в христианстве:
- Протестантизм
- Католицизм
- Православие

Согласно данным Ассоциации статистиков американских религиозных организаций

в 2000 году в Джорджии проживало 2 273 901 евангелических протестантов, 824 493 протестантов традиционных деноминаций, 374 185 католиков и 7 873 православных.

### Протестантизм
В Джорджии в основном представлены следующие протестантские деноминации:
- Баптизм
- Методизм
- Пятидесятничество

### Католицизм
Католицизм в штате Джорджия представляет собой часть всемирной Римско-католической церкви. Приходы штата административно входят в Архидиоцез Атланты.